# Luke Helder

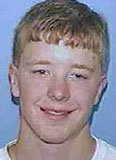
Luke Helder (Polizeifoto)

Lucas John Helder (* 5. Mai 1981 in Pine Island, Minnesota) ist ein ehemaliger US-amerikanischer Bombenleger, der im Mai 2002 als The Midwest Pipe Bomber bekannt wurde.

## Leben
Über das frühe Leben von Luke Helder ist wenig bekannt. Sein Vater war Angehöriger der US-Streitkräfte, seine Mutter war Ärztin. Er hatte eine Schwester namens Jenna. Helder war während seiner High School ein sportlicher Jugendlicher, der neben American Football auch Golf spielte. Als Jugendlicher war er Gitarrist einer dreiköpfigen Grunge-Band namens Apathy, die in Rochester (Minnesota) bei Szenekennern Bekanntheit erlangte und die ein Album namens Sacks of People veröffentlichten. Auch war er ein Fan der Band Nirvana und ihres Frontmanns Kurt Cobain.
Nach seinem Schulabschluss begann Helder an der University of Wisconsin-Stout Philosophie und Religionswissenschaften zu studieren. Laut Aussagen seiner Kommilitonen und Professoren galt er als völlig unauffällig und durchschnittlich, obwohl er sich für Esoterik zu interessieren begann und sich Literatur für die Seelenreise besorgte.
Luke Helder fürchtete, sein Leben lang in Anonymität zu verbringen und der stattdessen überregional bekannt werden wollte. Mit Anfang 20 ersann er den Plan, in Briefkästen Rohrbomben zur Detonation bringen. Diese sollten jedoch nicht zufällig platziert werden. Wenn man die Explosionsstellen auf einer Landkarte einzeichnen würde, so würde auf der Landkarte vom Weltall oder von der Luft aus betrachtet ein riesiges Smiley zu sehen sein. Die Inspiration zu dieser Idee gab ihm ein Plattenlogo seiner Lieblingsband Nirvana.
Am 3. Mai 2002 begann die Serie an Bombenanschlägen im US-Bundesstaat Iowa, als Helder zunächst acht Bomben in den Städten Eldridge, Farley, Asbury, Tipton und Anamosa sowie in den in Illinois liegenden Städten Mount Carroll, Morrison und Elizabeth legte. Sechs der Bomben detonierten, dabei wurden in Tipton die 70 Jahre alte Dolores Werling sowie an anderen Schauplätzen vier Postbeamte verletzt. Die Verletzungen waren jedoch nicht allzu schwer, sieht man von einem abgetrennten Daumen der Briefträgerin Marilyn Dolieslager ab.
Einen Tag später, am 4. Mai 2002, war Helder mit seinem Auto in den US-Bundesstaat Nebraska gefahren. Hier legte er sechs weitere Bomben in den Städten Dannebrog, Ohiowa, Davenport, Columbus, Scotia und Seward. Die Bomben wurden rechtzeitig gefunden und entschärft, bevor sie einem Menschen schaden konnten.
Am Sonntag, dem 5. Mai 2002, fand man eine weitere Bombe in Albion, ebenfalls in Nebraska, die man rechtzeitig entschärfen konnte.
Die drei letzten von 18 Bomben, welche Luke Helder legen konnte, wurden am 6. Mai 2002 in Hastings, Nebraska, sowie in Amarillo (Texas) und Salida im US-Bundesstaat Colorado gefunden.
Auf die Spur des Bombenlegers kam man, da Luke Helders Vater seinen Sohn nicht am Campus der Universität erreichen konnte, und Studenten Vermutungen über Luke anstellten, die sie seinem Vater mitteilten. Am Abend des 8. Mai 2002 konnten die Ermittlungsbehörden Helder auf der Interstate 80 bei Reno (Nevada) ausfindig machen und nach einer kurzen Verfolgungsjagd mit dem Auto festnehmen. In seinem Auto konnten die Polizisten Teile von mindestens sechs weiteren Rohrbomben sicherstellen. Wenn er alle Bomben planmäßig gelegt hätte, hätte er somit 24 Bomben zur Detonation bringen wollen.
Helder hatte in diesen vier Tagen eine Entfernung von rund 5150 Kilometern zurückgelegt.

## Polizeiliche Ermittlungen und Gerichtliche Entscheidungen
Helder wurde zunächst nach Cedar Rapids (Iowa) gebracht, wo man Anklage gegen ihn erhob. Ebenso wurde in Illinois, Nebraska und Nevada gegen ihn ermittelt. Im April 2004 kam ein Richter zum Entscheid, dass Helder psychisch nicht in der Lage sei, das Ausmaß seiner Handlungen zu begreifen und deshalb keine Anklage gegen ihn erhoben werden solle.  Er wurde ins Federal Medical Center, eine Anstalt für psychisch kranke Straftäter in Rochester, Minnesota, eingewiesen. Bei ihm wurde eine schizoaffektive Störung diagnostiziert. 2013 wurde eine Evaluierung und Begutachtung von Helders psychischem Zustand angeordnet. Danach blieb er weiter Patient des Federal Medical Center.